# Olivier Gastrin
Pour les articles homonymes, voir Gastrin.
Olivier Gastrin, né le 26 juin 1982, est un footballeur réunionnais, actuellement capitaine de la JS Saint-Pierroise.

## Biographie
Olivier Gastrin évolue dans l'équipe de La Réunion depuis 2004.
En 2008, il participe à la victoire de l'équipe de La Réunion à la Coupe de l'Outre-Mer.
En 2011, après une saison moyenne, la Saint-Pierroise le prolonge d'un an.

## Palmarès
2006
- 2e place au Championnat de la Réunion avec la JS Saint-Pierroise

2007
- Vainqueur de la Coupe de la Réunion avec l'AS Marsouins

2008
- Vainqueur de la Coupe de l'Outre-Mer avec l'équipe de La Réunion
- Vainqueur du Championnat de la Réunion avec la JS Saint-Pierroise

## Anecdote
Dans le Journal de l'île de La Réunion, Olivier Gastrin est décrit comme « le chef d'orchestre » de l'équipe de La Réunion.